# Picus sharpei
Picus sharpei е вид птица от семейство Picidae.

## Разпространение
Видът е разпространен в Андора, Испания, Португалия и Франция.